# スノフスク
スノフスク（ロシア語: Сновск、教会スラヴ語: Сновскъ）は10世紀から13世紀にかけてスノフ川（デスナ川支流）沿いに存在した、チェルニゴフ公国の都市である。モンゴルのルーシ侵攻によって破壊され、現在は、ウクライナ・チェルニーヒウ州のセドニウに、その城址が残っている。

## 歴史

### 前史
考古学的調査によれば、同地には、スノフスクの出現に先立つロムヌィ・ボルシチェヴォ文化(ru)の集落の存在が示唆されている。集落は約0.4ヘクタールで、現セドニウの南部に位置する。おそらく、集落はセヴェリャーネ族の10世紀に廃れた集落の1つである。

### キエフ・ルーシ期
M.コトリャル(ru)によれば、スノフスクは11世紀の初めに、チェルニゴフとリューベチの指示によって、デティネツを有する支城へと変化し、さらに11世紀の20 - 30年代に独個の都市へと発展を遂げたとされている。また、A.ナソノフ(ru)によれば、その大元は、スタロドゥーブとノヴゴロド・セヴェルスキーの指示によって作られていた、チェルニゴフ公国の郷（ヴォロスチ）の基盤となった3つの村落であったとされている。
スノフスクという名称の、史料上の最初の言及は『原初年代記』の1068年の項においてであり、スノフスク近辺でのチェルニゴフ公スヴャトスラフとポロヴェツ族との会戦（スノフ川の戦い）について記されている。『キエフ年代記』の1149年の項には、チェルニゴフ公国に属するスノフスク・トィシャチ隊（トィシャチ：中世ルーシの国民軍）についての言及がある。また『ガーリチ・ヴォルィーニ年代記(ru)』の1234年の項には、ガーリチ公ダニールとオーヴルチ公ウラジーミルに占領された、チェルニゴフ公国の都市の1つとして言及されている。
現セドニウ付近では、300以上のクルガンからなる9 - 11世紀のネクロポリスが発見されており、19世紀末から20世紀初頭にかけて、D.サモクヴァソフ(ru)とN.ブランデンブルク(ru)が調査を行っている。
1230年代末、モンゴルのルーシ侵攻が行われ、チェルニゴフ公国領のスノフスク、ホロボル(ru)、オルゴシチ(ru)は完全に破壊された。

## 以降の同地の歴史
1527年付けの史料には、スノフスクは、1503年にリトアニア大公国からモスクワ大公国に編入された50戸強の居住区であったと回想したものがある。17世紀には、スノフスク村（セロ）とは消滅したクニャギニノ村のことであると認識されていた。実際には、チェルニゴフ一帯がポーランド・リトアニア共和国領となった以降の1618 - 1620年間に、スノフスク村地域はセドニウ村（スロボダ）へと改編されており、1626年からはマグナート・パツの領有するセドニウ郷（ヴォロスチ）の中心地となっている。1638年には80戸強の大村（メステチコ）として言及されている。